# 中新天津生态城管理委员会
中新天津生态城管理委员会，简称生态城管委会，代表天津市人民政府对中新天津生态城实施统一行政管理。

## 职责
根据天津市人民政府制定和颁布的《中新天津生态城管理规定》，生态城管委会的指责包括：
- 组织编制生态城总体规划，经市人民政府批准后组织实施；
- 组织编制生态城控制性详细规划、各专项规划，经批准后组织实施；
- 组织编制生态城产业发展目录，对投资项目进行审批、核准和备案；
- 根据市人民政府授权或有关部门委托，集中行使行政许可、行政处罚等行政管理权；
- 统一管理生态城的规划、土地、建设、环保、交通、房屋、工商、公安、财政、劳动、民政、市容环卫、市政、园林绿化、文化、教育、卫生等公共管理工作；
- 在行政管理体制和运行机制创新上先行先试，制定相应的行政管理规定，检查各类规定的执行情况；
- 协调配合税务、外汇等有关管理部门的管理工作；
- 履行市人民政府确定的其他行政管理职责。